# Si volvemos a vernos
Si volvemos a vernos es una película española de género dramático estrenada el 18 de marzo de 1968, dirigida por Francisco Regueiro y protagonizada en los papeles principales por Esperanza Roy, Robert Packer y Alfredo Mayo.
El 20 de enero de 1968 la película logró tres Medallas del Círculo de Escritores Cinematográficos en los siguientes apartados técnicos: Mejor fotografía (Luis Cuadrado), mejor ambientación (Pablo Runyan) y Mejor música (Carmelo Bernaola).
Por su papel de Matilde en la película, Esperanza Roy consiguió en abril de 1969 el premio San Jorge de Cinematografía a la mejor interpretación femenina.

## Argumento
Tom es un militar de la base aérea de Torrejón de Ardoz casado con Matilde, chica de origen humilde que ha sobrevivido gracias a la prostitución. Antes de casarse su amante fijo era Luis un hombre casado, al que ella recurre cuando Tom queda incomunicado en la base militar en espera de un futuro destino que le produce un miedo cerval. Esta reclusión va adquiriendo poco a poco un carácter kafkiano. Sobre todo, porque la Censura y las autoridades estadounidenses impiden rodar en la base. Lo que allí ocurre se convierte así en algo terriblemente misterioso y profundamente absurdo. Como el conflicto que se le plantea a Matilde: irse con su marido y su hijo a Estados Unidos, a un mundo que no entiende y cuyos valores le son totalmente ajenos, o quedarse en España, envuelta en la miseria moral de la prostitución y la hipocresía.

## Reparto
- Esperanza Roy como	Matilde.
- Robert Packer como	Tom.
- Beverly Atkinson como Emily.
- Alfredo Mayo como Luis.
- Rafael Weeks como Jim.
- Yanko Novotny como	Willy.
- Francisco Serrano como Pepín.
- Matilde Muñoz Sampedro como Tía.
- Valentín Tornos como Tío.
- Amalia Ariño como Mujer de Julio.
- Narciso Ojeda como Julio.
- Manuel Alberdi
- Beatriz Savón como	Purita.
- Fernando de la Riva
- Milagros Guijarro
- Concha Leza
- Luis Rico como Primer sereno.
- Enrique Pelayo como Segundo sereno.
- James Edward Hudson como Tommy.

## Premios
23.ª edición de las Medallas del Círculo de Escritores Cinematográficos
| Categoría          | Candidatos       | Resultado |
| ------------------ | ---------------- | --------- |
| Mejor fotografía   | Luis Cuadrado    | Ganador   |
| Mejor música       | Carmelo Bernaola | Ganador   |
| Mejor ambientación | Pablo Runyan     | Ganador   |